# Castello di Borgholm
Il castello di Borgholm è un castello situato fuori della città di Borgholm, in Svezia, sull'isola di Öland.

## Storia

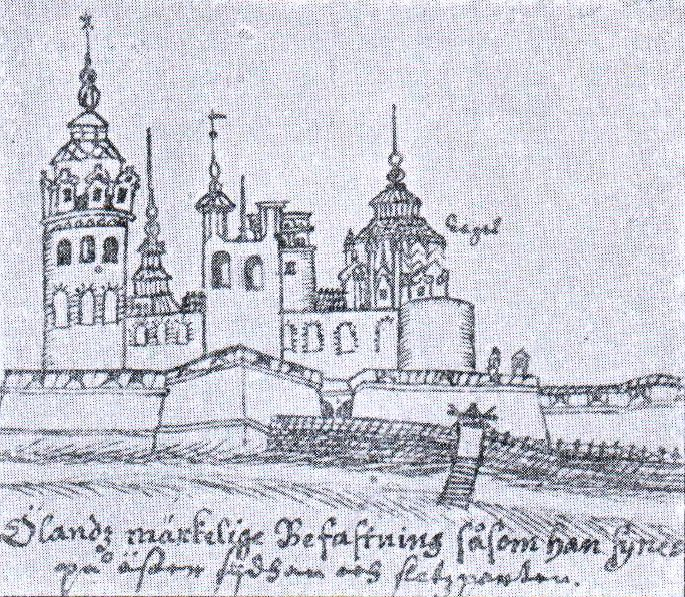
Il castello di Borgholm in un disegno del 1634.

Il castello fu costruito nella seconda metà del XII secolo, fu poi distrutto e nei secoli successivi ricostruito.
Il 14 ottobre del 1806 il castello fu distrutto da un incendio.